# Cilicaeopsis corpulentis
Cilicaeopsis corpulentis är en kräftdjursart som beskrevs av Baker 1926. Cilicaeopsis corpulentis ingår i släktet Cilicaeopsis och familjen klotkräftor. Inga underarter finns listade i Catalogue of Life.